# Дом на Силезской улице, 38
Дом на Силезской улице, 38 — жилой дом немецкой постройки, в городе Щецин, северо-западная Польша. Расположен в округу Центрум района Средместье, на углу Силезской улицы и  Грюнвальдской площади. Объект культурного наследия Щецина.
Здание было построено между 1892 и 1893 годами.

## Галерея

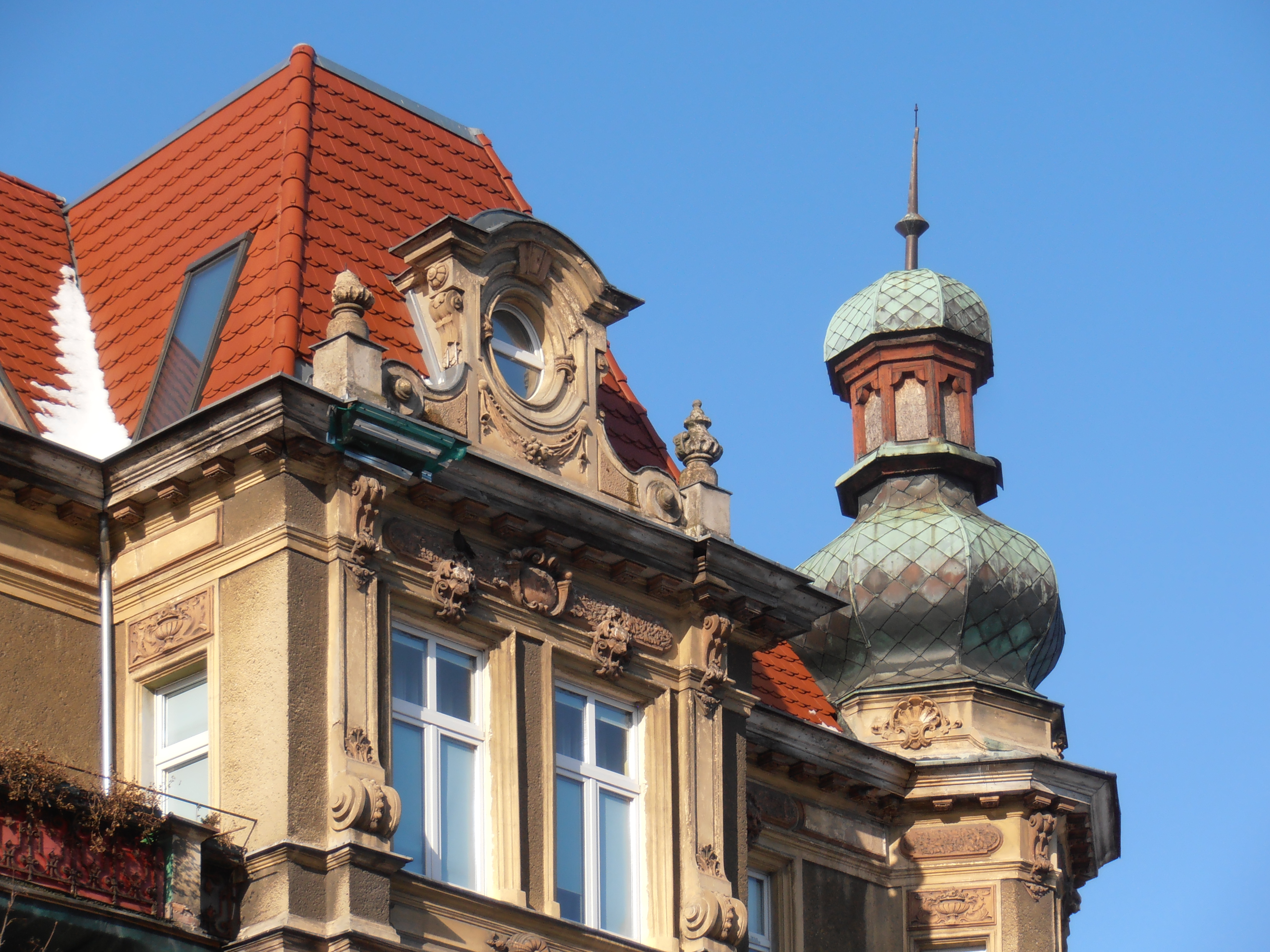
Угловая башня
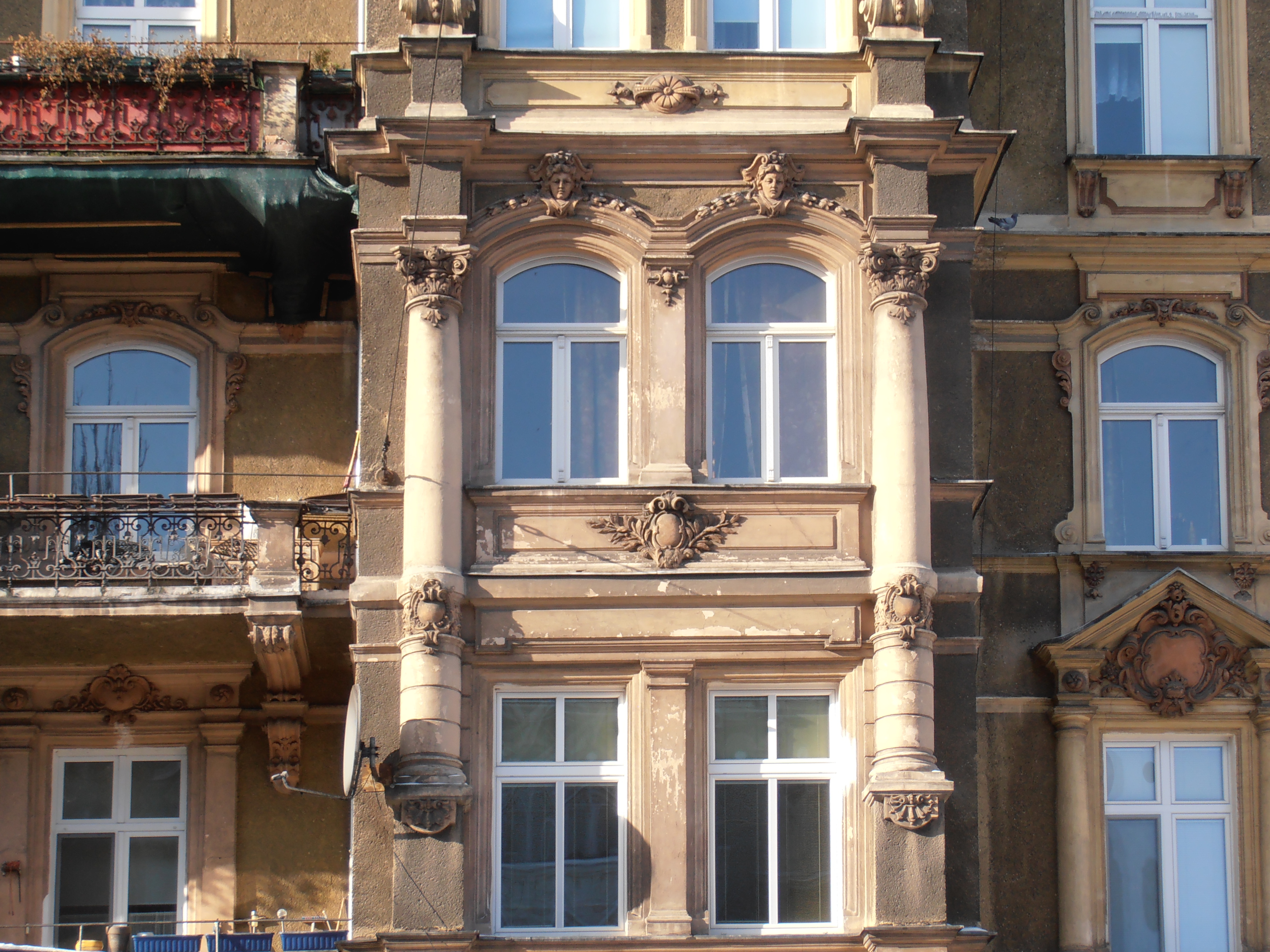
Колонны, украшающие боковой ризалит
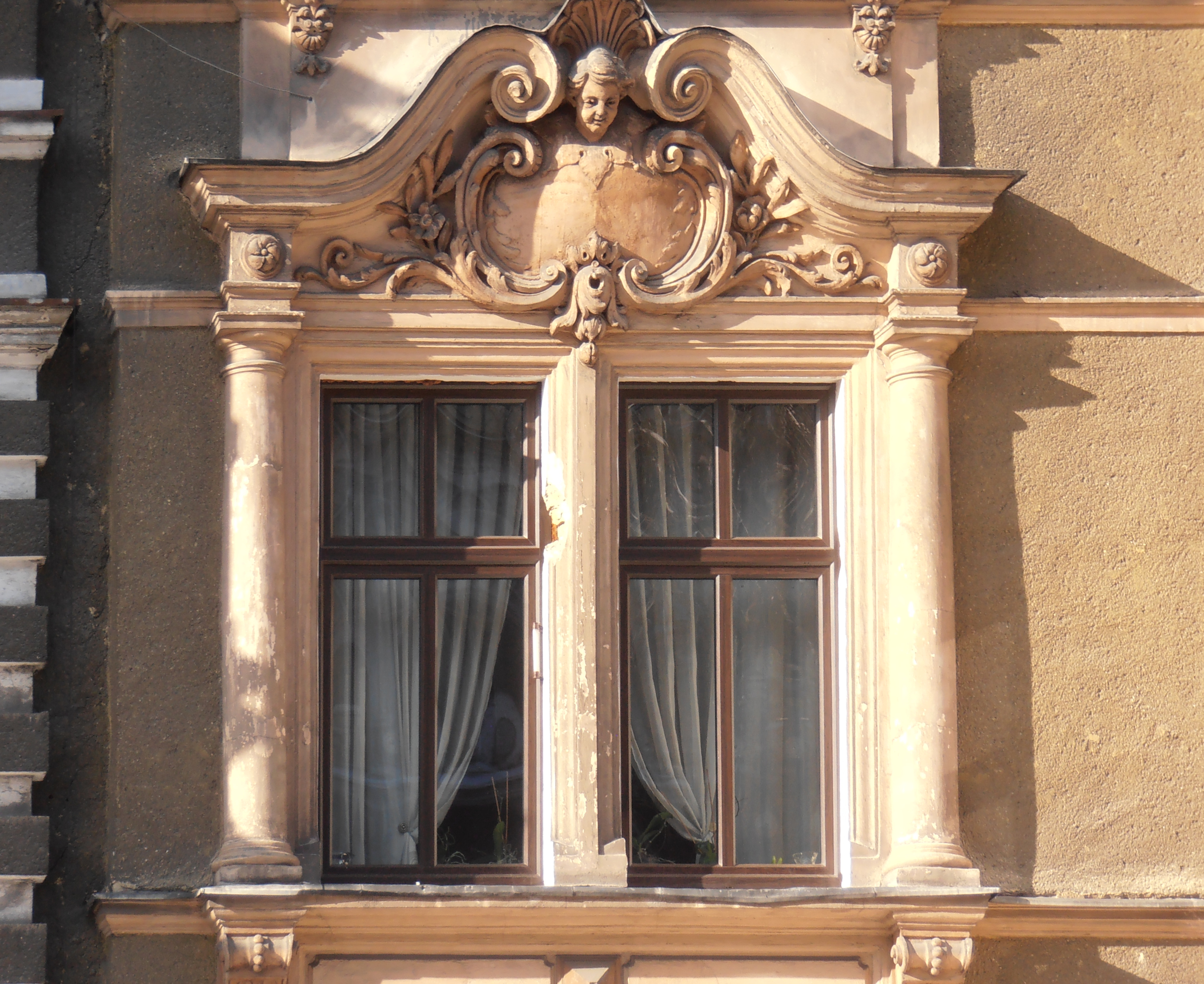
Украшения на 1-м этаже
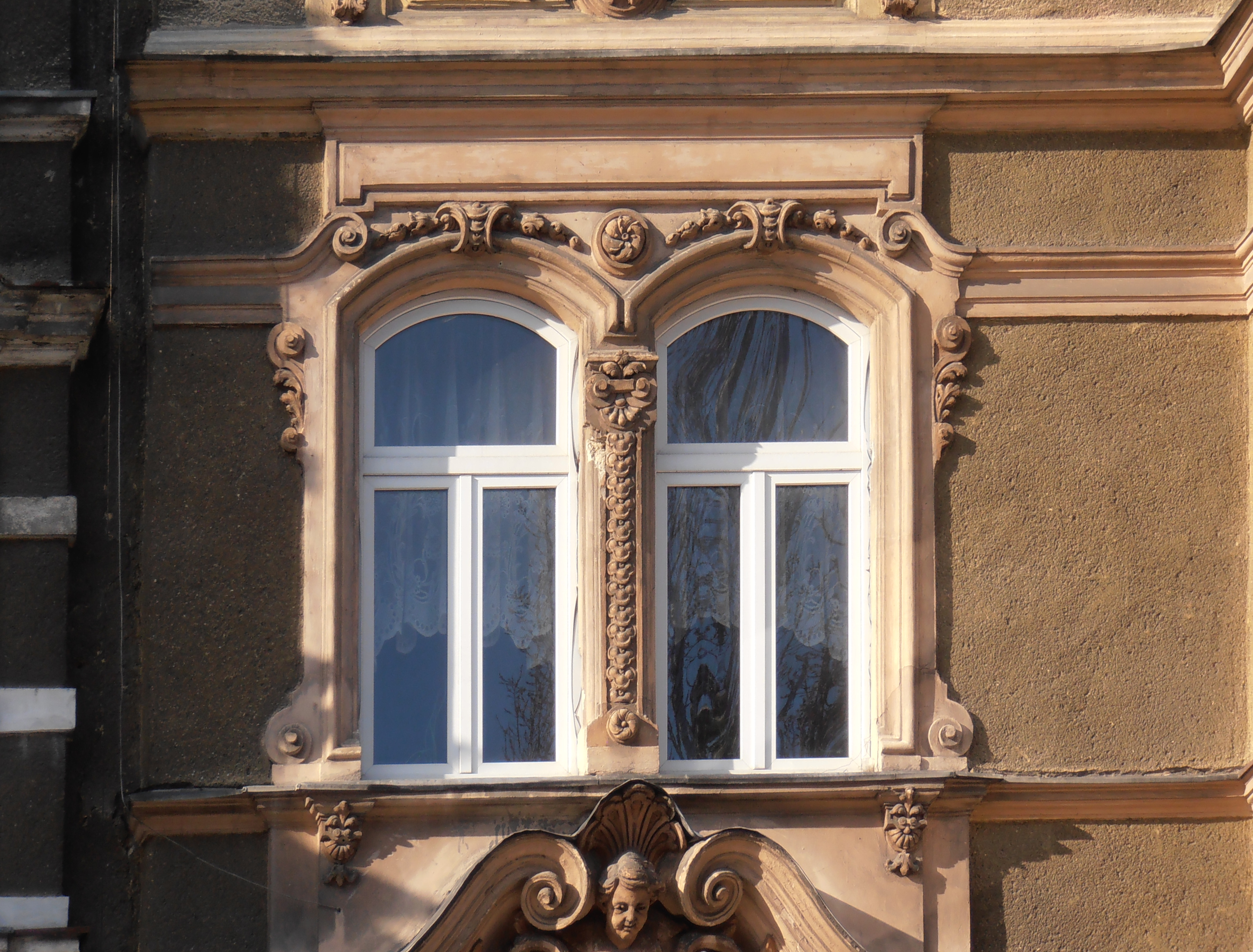
Украшения на 2-м этаже
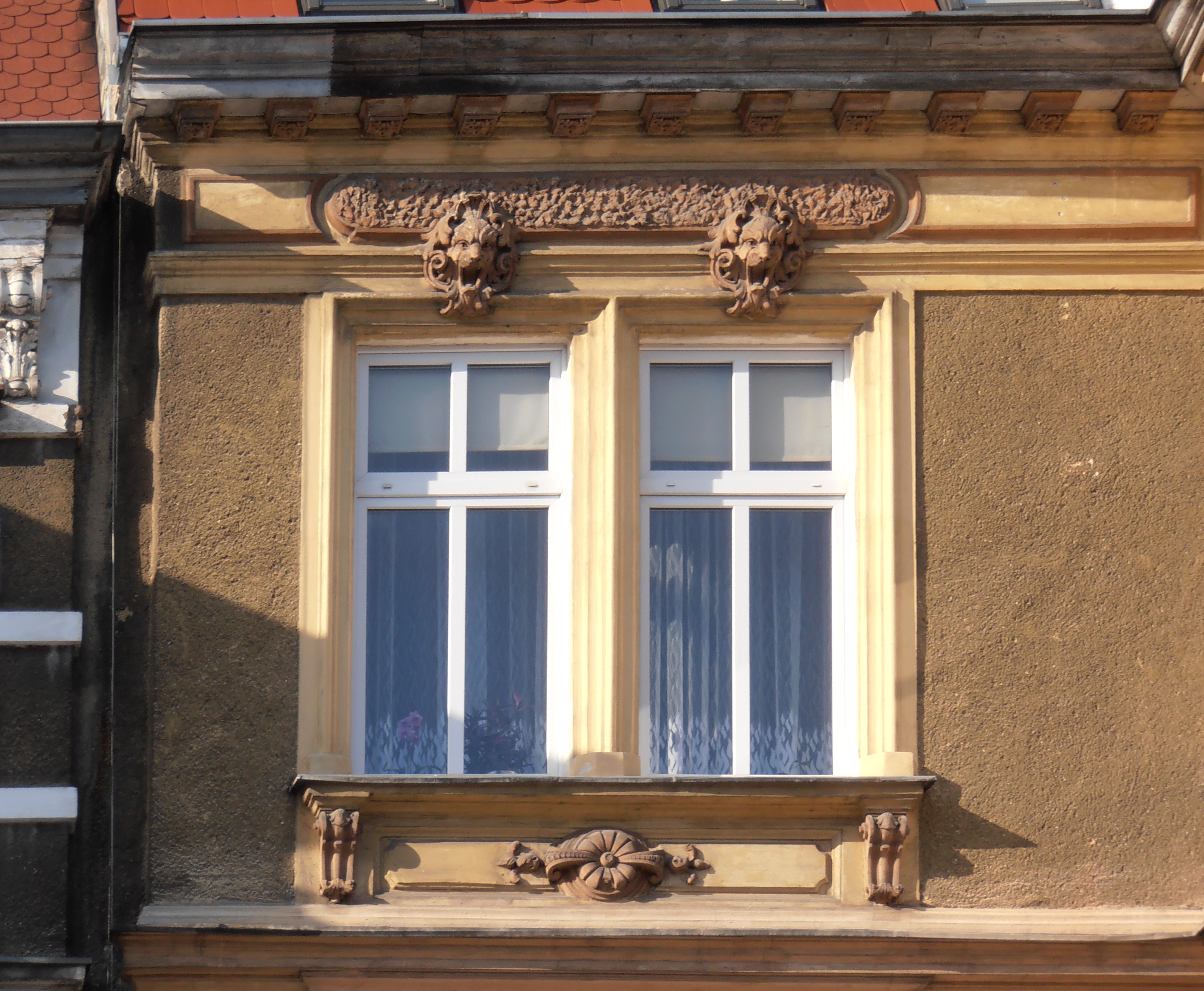
Украшения на 3-м этаже
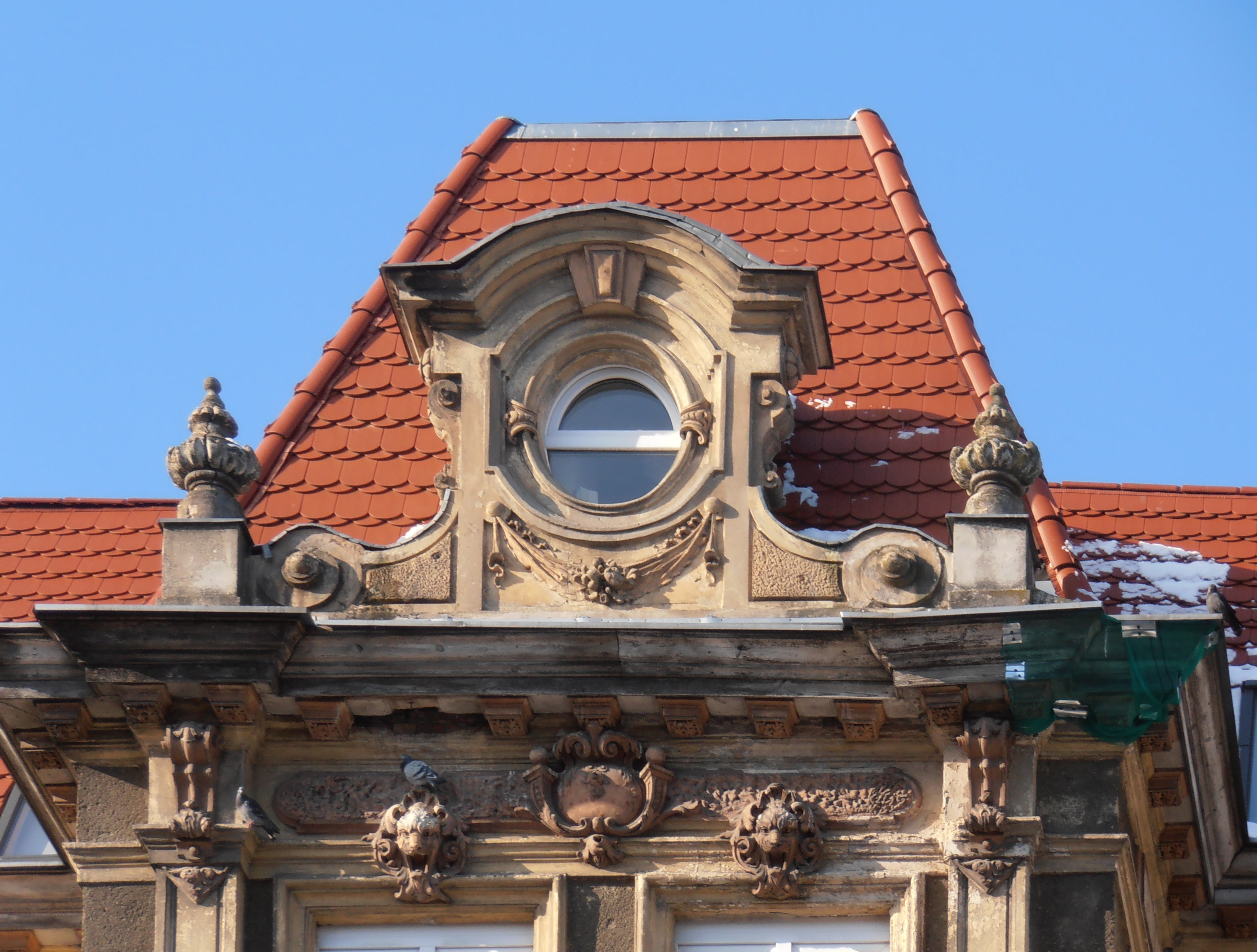
Верхняя часть бокового ризалита
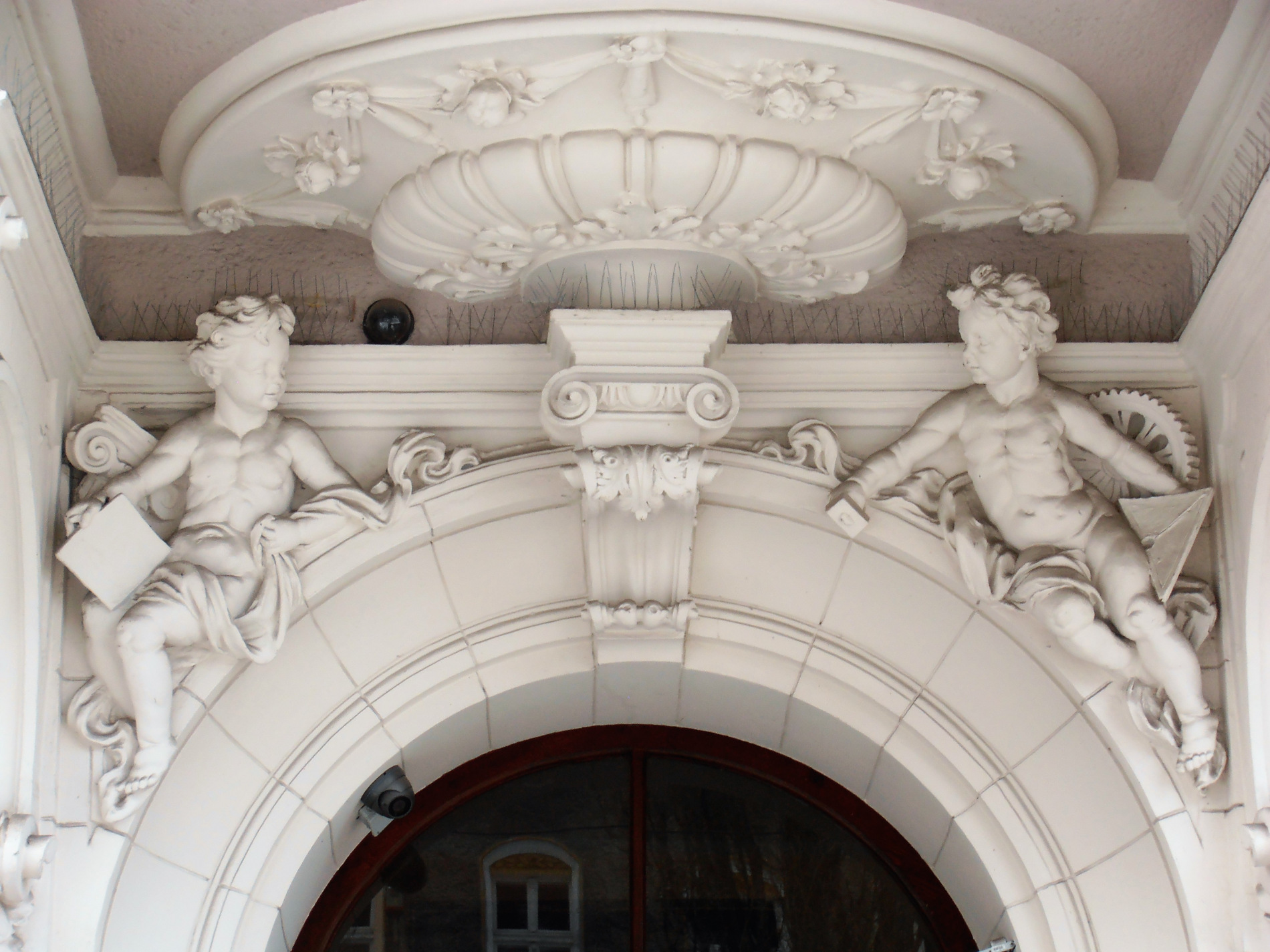
Аллегории науки и ремесел
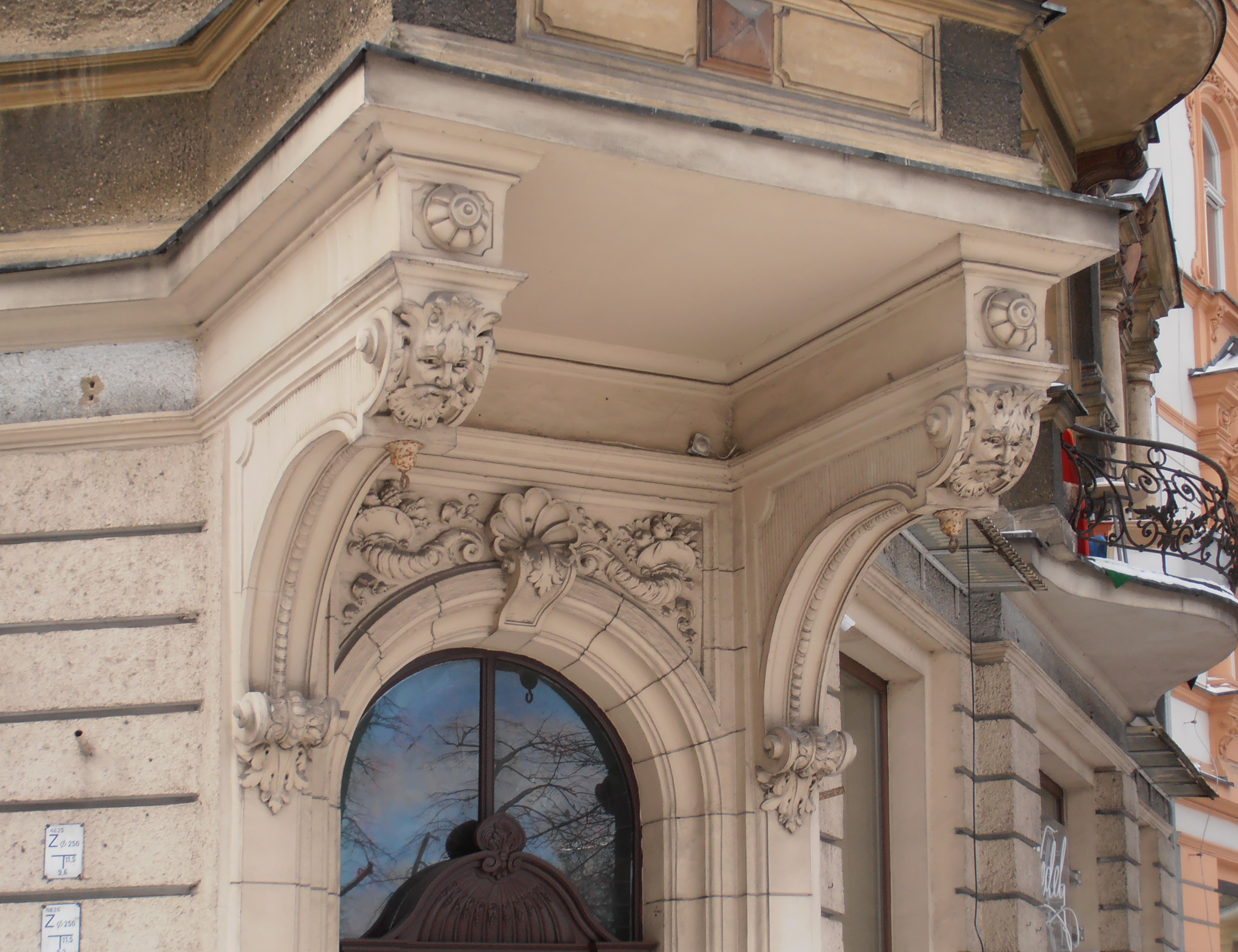
Кронштейны, несущие угловой эркер